# Dominique Swain
Dominique Ariane Swain, född 12 augusti 1980 i Malibu i Kalifornien, är en amerikansk skådespelare. Hon är mest känd för rollen som "Lolita" i filmen Lolita från 1997.

## Filmografi (urval)
- 1997 – Face/Off
- 1997 – Lolita
- 1998 – Girl
- 2000 – The Smokers
- 2001 – Happy Campers
- 2001 – Beautiful People
- 2002 – Pumpkin
- 2002 – New Best Friend
- 2003 – Briar Patch
- 2004 – The Freediver
- 2005 – Devour
- 2006 – Alpha Dog
- 2006 – All In
- 2006 – Totally Awesome
- 2007 – Dead Mary
- 2008 – Stiletto
- 2010 – Road to Nowhere
- 2012 – The Girl from the Naked Eye
- 2012 – Nazis at the Center of the Earth